# George Martin
George Henry Martin (født 3. januar 1926, død 8. marts 2016) var en engelsk musikproducer, der var mest kendt for at have produceret stort set alle plader for The Beatles. Hans betydning for gruppens musik var så stor, at han ofte blev kaldt "den 5. Beatle".

## Biografi
George Henry Martin tog eksamen fra Guildhall School of Music i London, og efter en kort periode hos BBC kom han til EMI som assistent til lederen af Parlophone Records. Da denne gik af på grund af alder, overtog Martin posten, hvor han i starten arbejdede med pladeindspilninger af klassisk musik og folkemusik samt komik med blandt andre Peter Sellers. Da Parlophone ville forsøge sig med rock and roll, blev det også George Martins opgave at forsøge at gøre denne genre rentabel.
I 1962 mødte han første gang The Beatles, da de fleste andre pladeselskaber i England havde afvist gruppen. Martin fandt i begyndelsen gruppen for "rædselsfuld", men gav dem alligevel en kontrakt, og det blev begyndelsen til et af de mest legendariske samarbejder i den nyere musikhistorie. The Beatles' energi og talent blev sat sammen med George Martins klassisk skolede musikalitet, og begge parter profiterede i høj grad af samarbejdet. George Martins indsats gik meget på arrangementer og orkestrering, og han formidlede på de senere indspilninger også Beatles-medlemmernes ideer til studiemusikere.
Blandt de indspilninger, hvor George Martins indsats er tydelig, kan nævnes: 
- Strawberry Fields Forever, hvor to helt forskellige indspilninger er sat sammen til det endelige nummer
- Eleanor Rigby, hvor strygerakkompagnementet blev skrevet og dirigeret af Martin
- A Day in the Life, hvis afsluttende orkestercrescendo skyldes Martin

Ud over at producere for The Beatles producerede George Martin for mange andre musiknavne, herunder gruppen America, Celine Dion, EL&P, Kenny Rogers og flere af The Beatles-medlemmernes solo-projekter. Han har også skrevet musik, blandt andet til flere film (Yellow Submarine, Live and Let Die m.fl.), og endvidere udgivet flere bøger om at producere musik, samt om sit liv. I 1996 blev han udnævnt til Commander of the British Empire (CBE) pga. sin livslange indsats for britisk musik og populær kultur.
George Martin døde den 8. marts 2016 i en alder af 90 år.